# Vincent Pastore
Vincent Pastore (Bronx, New York, 14. srpnja 1946.) američki je glumac poznat po ulogama mafijaša, a najpoznatiji kao Salvatore "Big Pussy" Bonpensiero iz televizijske serije Obitelj Soprano.

## Vanjske poveznice
- Službena stranica
- Vincent Pastore u internetskoj bazi filmova IMDb-u (engl.)